# Thunder Smith
Wilson „Thunder“ Smith (* 17. November 1914 in Wharton (Texas); † 20. August 1963 in Houston) war ein US-amerikanischer Pianist und Sänger des Texas Blues.
Smith machte 1946 Probeaufnahmen in Los Angeles („Freddie Mae Blues“), 1947 arbeitete er in Houston mit Lightnin’ Hopkins, als dieser von einem Talentscout zu Aufnahmen bei Aladdin-Label in Los Angeles geschickt wurde, um dort im Duo mit Thunder Smith aufzunehmen. Neben den Platten unter Hopkins’ Namen (wie „Can't Do Like You Used To“) erschien dann unter Smith’ Namen auf Aladdin die Single „Can't Do Like You Used To“/„West Coast Blues“. Weitere Aufnahmen entstanden 1947 in Houston für die lokalen Label Gold Star (u. a. „Santa Fe Blues“) und Down Town („Low Down Dirty Ways“) sowie 1948 mit Andy Thomas und Jesse „Sunny“ James.

## Diskographische Hinweise
- Unfinished Boogie - Western Blues Piano 1946-1952 (1978)